# Полька
По́лька — быстрый живой центральноевропейский танец, а также жанр танцевальной музыки. Музыкальный размер польки — 2/4о файле. Полька появилась в середине XIX века в Богемии (современная Чехия) и с тех пор стала народным танцем.

## Описание
Согласно легенде, полька, придуманная служанкой из Богемии Анной Слезак (Слезаковой) в 1830-х годах, быстро получила распространение в европейских городах. В Париже аристократы безуспешно пытались запретить «неприличный танец», в том числе с помощью полиции. Зимой 1843 года русский переводчик Владимир Солоницын писал, что «весь Париж сошёл с ума: все хотят танцевать польку, все учатся польке. <…> Это танец не очень благопристойный, вроде cancan, потому что в нём дамы должны сгибать одну ногу в колене и поднимать пятку так высоко, что при этом движении видна подвязка другой ноги».
Польки писал Иоганн Штраус I и его сын Иоганн Штраус II. Этот жанр часто встречается в творчестве чешских композиторов ― Бедржиха Сметаны, Антонина Дворжака и других.
Считается, что название танца произошло от чешского слова půlka, означающего «половинный шаг», поскольку ритм польки требует быстро переступать с ноги на ногу. Польку часто считают польским танцем, что неверно. Кроме того, не стоит путать польку со шведским танцем польска (polska, 3/4о файле).
В России полька появилась в 1845 году. Этот танец — тогда очень модный во Франции — привёз из поездки в Париж танцовщик императорской труппы Петербурга Николай Осипович Гольц. Он поставил его на сцене, а потом распространил в великосветском петербургском обществе, и высший аристократический свет в скором времени затанцевал польку на балах и в салонах.

## Народный танец
Полька, как одна из фигур, вошла в русские кадрили. На юге России полька стала местной пляской: в Воронежской губернии — «Ливенская полька», в Ростовской — «Полька-тацинка», на Кубани — «Полька-кастырка».
В 1850-е годы полька получила расширение среди белорусов. Полька хотя и является заимствованным танцем, близкий народной белорусской хореографии, она сильно трансформировалась в Национальном плане при этом оказав сильное влияние на другие танцы. Войдя в быт белорусов, она трансформировалась в национальном духе. В разных регионах возникли локальные варианты, которые ассимилировались с местным хореографическим фольклором и становились народными. Легкость проникновения польки в белорусскую хореографию обусловлена определенной близостью ее к белорусским национальным хореографическим традициям.
2/4 размер польки хорошо слился с белорусским традиционным танцем, который имел аналогичный размер. Так, например «Трясуха» является символом типового народного танца, от которого она и получила свое название, и польки. Чаще всего в Беларуси полька выполняется парами, движущимися полшага с поворотами по кругу. Танец украшается разнообразными мелкими па, часто сопровождается частушками.
Белорусские польки чрезвычайно богаты по своим хореографическим и музыкальным рисункам, они отличаются большим ладовым и интонационным разнообразием. Полька требовала от танцоров и мастерства, и физической выносливости[6].
Как и кадриль, полька также имеет множество локальных вариантов: «Борисовская», «Витебчанка», «Гавковская», также названия давались по особенностям хореографии: «Через ногу», «С подкиндесом», «С присядками», «На пятке», «Винтом» и другие.

## Виды польки
Во многих европейских странах существует свой вариант польки. Её считают народным танцем в России, Белоруссии, Украине, Чехии, Польше, Германии, скандинавских странах, республиках бывшей Югославии и многих других. Каждая нация внесла в танец свои особенности: молдавская танцуется темпераментно, белорусская Полька-крыжачок, Полька-янка — грациозно, украинская Полька-галичанка и русские польки — весело. У русских известно множество вариантов: Полька простая, Полька-ойра, Полька на троих, Полька-бабочка, Полька-птичка, Бешеная бабочка. Среди белорусский разновидностей можно назвать Споровскую польку.
Войдя в репертуар бальных танцев, полька пополнилась бальными разновидностями: появились Полька-галоп, Полька-мазурка, Полька-котильон.